# Kurier Europejski
Kurier Europejski – aperiodyk internetowy ukazujący się od roku 2017, wydawany przez Młodych Europejskich Federalistów. Obok wersji polskiej utrzymywany także w 6 innych językach: francuskim (wersja oryginalna), niemieckim, hiszpańskim, włoskim, angielskim i niderlandzkim.
Redaktorami naczelnymi czasopisma są Maria Popczyk oraz Wojciech Zajączkowski. 

## Cele i działalność
Celem Kuriera Europejskiego jest stworzenie europejskiej opinii publicznej oraz wyrobienie u czytelników krytycznego myślenia o wydarzeniach w Polsce, która jest częścią wspólnoty europejskiej. Kurier jest otwartym portalem informacyjnym opierającym się na ochotniczym udziale młodych autorów, którzy chcą podzielić się swoją opinią bądź rozpocząć debatę z internautami na wybrany temat.

## Część europejskiej rodziny czasopism
Kurier Europejski został założony jako polska sekcja językowa francuskiego czasopisma Le Taurillon, wydawanego od roku 2005. Wersja polska jest jedną z siedmiu wersji językowych, utrzymywanych obok wersji wielojęzycznej dla rozwijających się dopiero nowych sekcji. Pomimo bycia uznawanym za sekcje językową i używania tej samej platformy redakcyjnej jest on jednak niezależny pod względem treści, która w przypadku wersji francuskiej jest publikowana pod okiem Les Jeunes Européens.